# Споменик Таковцима страдалим у Маутхаузену
Споменик Таковцима страдалим у Маутхаузену се налази у оквиру Спомен-парка Брдо мира у Горњем Милановцу. Једини је споменик у свету ван територије Аустрије који је посвећен заточеницима логора Маутхаузен.
Споменик је подигнут шесторици умрлих Pудничана у нацистичком концентрационом логору Маутхаузен. Он је у облику степеништа које симбилизује степенице логорског каменолома Винер Грабен, а на њему су у бронзи представљене људске руке које носе камење. У основу споменика је постављен један камен из каменолома Винер Грабен.
Споменик је оскрнављен, тако што је више руку скинуто са постоља и вероватно продате као секундарне сировине.